# Cab Kaye
Cab Kaye, właśc. Nii-lante Augustus Kwamlah Quaye (ur. 3 września 1921 w Londynie, zm. 13 marca 2000 w Amsterdamie) – brytyjski muzyk jazzowy. Jego twórczość była inspirowała muzyką Billie Holiday. W swoich utworach łączył bebop i stride oraz tradycyjną muzykę afrykańską z Ghany.